# Alfred Stelleman
Alfred Stelleman (28 oktober 1966) is een Nederlands wielrenner en doet mee op het onderdeel (tandem), met name tijdritten en achtervolging op de baan. Anno 2009 woont hij in Eindhoven.
Stelleman heeft sinds zijn geboorte staar, daardoor is hij visueel gehandicapt. Zijn zichtvermogen is na een operatie wel verbeterd. Hij reed twaalf jaar op de tandem met Ad Verhoeven als piloot. Samen wonnen ze onder meer olympisch goud op de Paralympische Zomerspelen 1992 in Barcelona. Vanaf 2005 reed Stelleman met Jacco Tettelaar.
Stelleman nam met Tettelaar deel aan de Paralympische Zomerspelen 2008 in Peking waar zij een zilveren medaille behaalden voor het onderdeel tijdrit op de weg. Na deze spelen besloot Tettelaar te stoppen. Sinds 2009 vervolgde Stelleman zijn carrière met Geert Dijkshoorn als piloot. Samen plaatsten zij zich voor het WK in september 2009 in Italië.
Anno 2009 is Stelleman werkzaam als administratief medewerker.

## Beste uitslagen

### Paralympische Spelen
| Evenement      | Resultaat | Onderdeel                  |
| -------------- | --------- | -------------------------- |
| Barcelona 1992 | goud      | tijdrit Klasse Tandem Open |
| Beijing 2008   | zilver    | tijdrit Klasse B VI 1-3    |

### Nederlandse Kampioenschappen
| Evenement          | Resultaat | Onderdeel |
| ------------------ | --------- | --------- |
| Bornerbroek 2012   | goud      | tijdrit   |
| 's Heerenberg 2014 | goud      | tijdrit   |